# Academia do Balompié Boliviano
Academia del Balompié Boliviano, comumente conhecida como ABB, é um clube de futebol boliviano sediado em La Paz . Fundado em 28 de junho de 1985, joga na Copa Simón Bolívar e na Primera A AFLP . A sede da equipe é o Estádio Hernando Siles .

## História
Fundado em 28 de junho de 1985 por Isaac Mollinedo e David Condori, o clube foi inicialmente denominado Associação Banco do Brasil e tinha as mesmas cores da seleção brasileira de futebol . O clube foi posteriormente renomeado para Academia del Balompié Boliviano, e teve como primeiro objetivo ajudar no desenvolvimento de jovens jogadores na região de La Paz .
Em 2013, o ABB venceu a Copa Bolívia do ano, conquistando a promoção para a Liga Nacional B. Na Nacional B de 2013–14, no entanto, o clube foi eliminado na primeira fase e depois retornou às ligas regionais.
Na Copa Simón Bolívar de 2024, o ABB chegou à final da competição,  e conquistou a primeira promoção à Primera División após derrotar o CDT Real Oruro por 3 a 2 no total.

## Gerentes
- Luis Mollinedo (2011–2021)
- Guillermo Gonzáles (2021)
- Luis Mollinedo (2022–2023)
- Julio Quinteros (2024)[4]
- David Condori (2024–)[5]

## Títulos
- Copa Simón Bolívar (2): 2024